# Старая Рига (Омская область)
Ста́рая Ри́га — деревня в Калачинском районе Омской области России. Входит в состав Орловского сельского поселения.

## История
Основана в 1859 году. В 1928 году состояла из 76 хозяйств, основное население — латыши. В административном отношении находилась в составе Староревельского сельсовета Калачинского района Омского округа Сибирского края.

## Население
| 2002 | 2010 |
| ---- | ---- |
| 12   | ↘7   |

## Улицы
В деревне имеется одна улица — Старорижская.